# اس‌اس اسماعیلیه (۱۸۷۰)
اس‌اس اسماعیلیه (۱۸۷۰) (به انگلیسی: SS Ismailia (1870)) یک کشتی بود که طول آن ۳۰۰ فوت ۶ اینچ (۹۱٫۵۹ متر) بود. این کشتی در سال ۱۸۷۰ ساخته شد.